# Benjamin Fuchs
Benjamin Fuchs (* 20. Oktober 1983 in Nürnberg) ist ein ehemaliger österreichisch-deutscher Fußballspieler und heutiger -trainer. Der Sohn einer türkischen Mutter und eines österreichischen Vaters besitzt auch die türkische Staatsangehörigkeit und spielt daher in der Türkei unter einer einheimischen Spielerlizenz.

## Karriere als Spieler

### Verein
Fuchs spielte in der Jugend des 1. FC Nürnberg und der SpVgg Greuther Fürth, bei der er auch erste Erfahrungen in der Bayernliga sammelte. Ab Jänner 2006 gehörte er als Profi zum Zweitligakader der Fürther. Seinem ersten Einsatz gegen Kickers Offenbach am 29. Jänner 2006 folgten neun weitere Spiele in der Zweiten Liga. Zur Saison 2006/07 wechselte Fuchs zurück in die Regionalliga Süd, zum SV Wehen, wo er in 20 Spielen der ersten Mannschaft eingesetzt wurde. Zur Saison 2007/08 ging er zu Zweitliga-Absteiger Eintracht Braunschweig, mit dem er die Qualifikation für die Dritte Liga schaffte. 2011 feierte er mit Braunschweig die Meisterschaft und damit verbundene Rückkehr in die zweite Bundesliga.
Zur Saison 2012/13 wechselte Fuchs in die TFF 1. Lig zum türkischen Erstligaabsteiger Manisaspor. Nach zwei Spielzeiten in der zweiten Liga wechselte er zum Erstligisten Torku Konyaspor.
Im Sommer 2015 wechselte Fuchs in die zweite türkische Liga zum Aufsteiger Göztepe Izmir. Für die Rückrunde der Saison 2015/16 lieh ihn sein Verein an den Ligarivalen Gaziantep Büyükşehir Belediyespor aus.
Nach der Vertragsauflösung in Izmir im September 2017 schloss sich Fuchs nach viermonatiger Vereinslosigkeit im Jänner 2018 dem türkischen Drittligisten Gümüşhanespor an. Zur Saison 2018/19 wechselte er zum ebenfalls drittklassigen Fatih Karagümrük SK. Im April 2019 verließ er Fatih Karagümrük.
Zur Saison 2019/20 wechselte er zum Viertligisten Ci Group Buca. Im Jänner 2020 verließ er Buca nach elf Viertligaeinsätzen wieder.

### Nationalmannschaft
Für Österreich spielte Benjamin Fuchs eine Partie in der U-19-Nationalmannschaft.

## Karriere als Trainer
Seit Januar 2024 ist er an der Seite von Uğur İnceman als Co-Trainer der türkischen U17- und aktuell der U18-Nationalmannschaft tätig.

## Erfolge
Mit Göztepe Izmir
- Play-off-Sieger der TFF 1. Lig und Aufstieg in die Süper Lig: 2016/17